# Birgit Fischerová
Birgit Fischerová (* 25. února 1962 Brandenburg an der Havel, NDR) je bývalá německá a východoněmecká rychlostní kanoistka, nejúspěšnější sportovkyně v tomto sportovním odvětví v historii. Získala celkem 8 zlatých medailí na šesti letních olympijských hrách a 27 zlatých na mistrovstvích světa.